# エイミー・スティール
エイミー・スティール（Amy Steel, 1960年5月3日 - ）は、アメリカ合衆国の女優である。

## 来歴
1960年、ペンシルバニア州生まれ。13歳の頃からペンシルバニア州にある演劇学校へ通い、同学校の舞台などへ出演して演技の経験を積んだ。その後、コネチカット州にある別の地元劇団への参加を経て、フロリダ州の大学へ進学。後にモデルの仕事の機会を得て、1980年あたりからテレビドラマなどへ出演し始めた。
1981年にホラー映画『13日の金曜日PART2』の主役に抜擢され、一躍注目された。それ以降、1990年代にかけて精力的に活動を続けたが、2000年代初頭に一時女優業を休業し、2014年に復帰している。

## 出演作品

### 映画
- Fat Angels (1981)
- 13日の金曜日PART2 Friday the 13th Part 2 (1981)
- 愛と死の天使 Exposed (1983)
- Women of San Quentin (1983)
- First Steps (1985) ※テレビ映画
- エイプリル・フール April Fool's Day (1986)
- 恋のハリキリ・ボーイ Walk Like a Man (1987)
- Home Fires (1987) ※テレビ映画
- レッド・スパイダー/娼婦の足跡 The Red Spider (1988)
- 何がジェーンに起ったか? What Ever Happened to Baby Jane? (1991) ※テレビ映画版
- Perry Mason: The Case of the Reckless Romeo (1992) ※テレビ映画
- Play Nice (1992)
- Ray Alexander: A Taste for Justice (1994)
- イノセント・ライズ The Innocent (1994) ※テレビ映画
- Abandoned and Deceived (1995)
- Valerie Flake (1999)
- Tycus (1999)
- A Time to Remember (2003) ※テレビ映画
- Tales of Poe (2014)

### テレビドラマ
- ガイディング・ライト The Guiding Light (1980, 1981)
- オール・マイ・チルドレン All My Children (1980)
- 掠奪された七人の花嫁 Seven Brides for Seven Brothers (1982)
- ファミリータイズ Family Ties (1982)
- 超能力プリンス マシュー・スター (1982 - 1983)
- 白バイ野郎ジョン&パンチ CHiPs (1983)
- 特攻野郎Aチーム The A-Team (1983)
- For Love and Honor (1983, 1984)
- Stir Crazy (1985)
- Jake and the Fatman (1987, 1989)
- 名探偵ダウリング神父 Father Dowling Mysteries (1990)
- タイムマシーンにお願い Quantum Leap (1990)
- チャイナ・ビーチ China Beach (1991)
- Walter & Emily (1992)
- スペース・レンジャーズ Space Rangers (1993)
- タイムトラックス Time Trax (1993)
- ハイテク武装車バイパー Viper (1994)
- Home Improvement (1994)
- Dr.マーク・スローン Diagnosis Murder (1994)
- ザ・コミッシュ The Commish (1995)
- アメリカン・ゴシック American Gothic (1996)
- シカゴ・ホープ Chicago Hope (1996)
- ミレニアム Millennium (1997)
- 犯罪捜査官ネイビーファイル JAG (2000)